# Ла-Мадлен (Италия)
Ла-Мадле́н (фр. La Magdeleine) — коммуна в Италии, располагается в автономном регионе Валле-д’Аоста.
Население составляет 100 человек (2008 г.), плотность населения составляет 13 чел./км². Занимает площадь 8 км². Почтовый индекс — 11020. Телефонный код — 0166.
Покровительницей коммуны почитается святая равноапостольная Мария Магдалена, празднование 22 июля.

## Демография
Динамика населения: